# Teatre religiós
El teatre religiós neix amb l'objectiu de fer més entenedores les funcions litúrgiques i els oficis divins de l'Església Catòlica. En l'origen, el propòsit era d'aprofitar la potencialitat dels recursos escènics i dramàtics, molt rudimentaris, per transmetre el missatge bíblic, cristià i dels sants. Era una pretensió semblant a la dels programes pictòrics de les esglésies, que fixaven la iconografia. A partir del segle x aquest gènere es va començar a expandir, de resultes de la implantació del ritu romà i la reculada del visigot.
El teatre religiós pot agrupar-se per cicles, segons la temàtica. Podem distingir, per exemple, el cicle bíblic, el cristològic, el marià i l'hagiogràfic (o de la vida dels sants). D'aquesta tradició medieval, ens n'han arribat exponents que s'han mantingut vius, que s'han recuperat o que s'han recreat. Per exemple, del cicle marià el Misteri de la Selva del Camp; del cicle cristològic, les passions que se celebren a diversos indrets, Els Pastorets o el Cant de la Sibil·la; finalment, al cicle hagiogràfic, hi pertanyen propostes com el Retaule de Santa Tecla, a Tarragona, o el Retaule de Sant Ermengol, a la Seu d'Urgell.

## Tipus
A mesura que es va desenvolupant aquest tipus d'expressió dramàtica les obres s'aniran agrupant en quatre blocs que es corresponen amb els cicles litúrgics:
- Cicle bíblic: centrat en els personatges de l'Antic Testament.
- Cicle cristològic: sobre la vida de Jesús. Està dividit en tres cicles:
  - Cicle nadalenc (precedent dels Pastorets).
  - Episodis de la vida de Jesús i cicle pasqual.
  - Cicle de la mort de Jesús (precedent de les Passions).
- Cicle marià: narra la vida de la Mare de Déu.
- Cicle hagiogràfic: explica les vides dels sants.

## Teatre religiós a Catalunya
La cultura catalana ha conservat molt viva la tradició passionista, i la tragèdia de la Passió n'és una peça essencial. Les primeres grans representacions se celebren a les places, escenari urbà per excel·lència.
Un altre tipus de peces dramàtiques que trobem en el teatre medieval són els misteris. Aquestes obres, interpretades pels laics en llengua romanç, es caracteritzen per tenir un argument procedent de les Sagrades Escriptures i per incloure personatges sobrenaturals. S'originen al carrer, com una festa religiosa, però més tard, puntualment, es realitzaran a l'interior dels temples, desvinculats de la litúrgia.
El cicle de Nadal, referent al naixement i l'adoració de Jesús, és una manifestació teatral que hi ha en aquest període i que actualment encara té vigència. Algunes manifestacions pertanyents al cicle de Nadal que encara avui es conserven són l'Officium Pastorum, o adoració dels pastors (pastorets), lOrdo Prophetarum (processó del profetes), lOfficium Stellae, o adoració del Mags i el Cant de la Sibil·la, l'anunci del Judici Final, que encara es canta a les esglésies de Mallorca i de l'Alguer, a Sardenya. El Cant de la Sibil·la és un drama litúrgic amb cant gregorià que pertany a les celebracions de la nit de Nadal.

### Història
Les primeres processons del Corpus Christi a Catalunya tenen lloc l'any 1320, a Barcelona, Girona i Valls. Dins d'aquestes celebracions es dona una tipologia d'obra que es desenvoluparà al llarg del segle XIV i, sobretot, del segle XV: els entremesos. Aquests poden ser representacions de temes sagrats o estar basats en antigues tradicions agràries.
Un dels exemples més importants és la Patum de Berga. Es tracta d'una festivitat popular que conserva els balls i entremesos de la part més “profana” de la processó de Corpus.

#### Inicis
Les representacions religioses apareixen en un moment en què es busquen noves estratègies per arribar als creients i les cerimònies espectacularitzades són una nova forma de comunicar-se amb els feligresos. En cap moment, però, es té consciència d'estar produint pròpiament teatre.
A mesura que es va desenvolupant aquest tipus d'expressió dramàtica les obres s'aniran agrupant en quatre blocs que es corresponen amb els cicles litúrgics:
- Cicle bíblic: centrat en els personatges de l'Antic Testament.
- Cicle cristològic: sobre la vida de Jesús. Està dividit en tres sub-cicles:
  - Cicle nadalenc (precedent dels Pastorets).
  - Episodis de la vida de Jesús i cicle pasqual.
  - Cicle de la mort de Jesús (precedent de les Passions).
- Cicle marià: narra la vida de la Mare de Déu.
- Cicle hagiogràfic: explica les vides dels sants.

La cultura catalana ha conservat molt viva la tradició passionística, i la Tragèdia de la Passió n'és una peça essencial. Les primeres grans representacions se celebren a les places, escenari urbà per excel·lència.
Un altre tipus de peces dramàtiques que trobem en el teatre medieval són els misteris. Aquestes obres, interpretades pels laics en llengua romanç, es caracteritzen per tenir un argument procedent de les Sagrades Escriptures i per incloure personatges sobrenaturals. S'originen al carrer, com una festa religiosa, però més tard, puntualment, es realitzaran a l'interior dels temples, desvinculats de la litúrgia.
El cicle de Nadal, referent al naixement i l'adoració de Jesús, és una manifestació teatral que trobem en aquest període i que actualment encara té vigència.

### Barroc
Les principals manifestacions de teatre religiós de l'època consisteixen en representacions sense ànim de lucre, lligades a les ocasions festives i on s'utilitza majoritàriament la llengua catalana. Els impulsors de la Contrareforma, vinculats a la monarquia absoluta dels Àustries, intenten impedir aquestes manifestacions amb la voluntat de fer desaparèixer qualsevol mostra de teatre en català. A Catalunya, però, es continuen representant passions, un fet excepcional dins el teatre europeu. Al llarg del segle xvii les representacions religioses tendeixen a adoptar l'estructura típica de les peces barroques, però les passions, fortament arrelades a la tradició, es resisteixen a aquests canvis.
Les comèdies de sants són un altre exemple de teatre religiós. En aquest subgènere destaca la figura de Francesc Vicent Garcia, el rector de Vallfogona de Riucorb, autor fonamental del barroc català. L'any 1617 estrena a l'església parroquial de la seva localitat la comèdia famosa de la gloriosa verge i màrtir santa Bàrbara, que inclou un dels primers i més àgils entremesos d'enamorats que es conserven en llengua catalana. Coneixedor de la poesia i el teatre barroc, el rector de Vallfogona escriu la peça ajustant-se al model de la comedia nueva. Aquesta és considerada la primera comèdia barroca en català, tot i que el seu tema és la dramatització de la vida d'una santa.

### Il·lustració
La Il·lustració fou un moviment científic, filosòfic i literari que marca enormement l'art i la vida social del segle xviii i que acabarà desembocant en la Revolució francesa. Aquest segle es caracteritza per la independència de pensament, la confiança en la raó i la realització de grans avenços científics.
Un altre tipus de teatre que conviu en aquesta època és el de tema religiós. Tot i ser d'arrel medieval, recupera certs esquemes de les teories dramàtiques del barroc i el neoclàssic, que rebaixen considerablement el component meravellós i sobrenatural. Un exemple d'aquestes peces són les passions arranjades per Fra Antoni de Sant Jeroni, publicades el 1773.